# Lubomír Beneš
Lubomír Beneš (Praag, 7 november 1935 – aldaar, 12 september 1995) was een Tsjechische poppenanimator en regisseur, die vooral bekend is geworden door de poppenserie Buurman en Buurman. 

## Biografie
Lubomír Beneš groeide op in Hloubětín, een voorstad van Praag. Als kind had hij een artistieke aanleg en betaalden zijn ouders voor privé -lessen tekenen, schilderen en schrijven. Eind jaren vijftig van de twintigste eeuw deed hij zijn eerste ervaringen op met animatie in de studio's van Krátký Film Praha. Na zijn militaire dienst ging hij werken voor de animatiestudio Bratři v triku, waar hij diverse animatietechnieken leerde kennen.
In 1967 stapte hij over van Bratři v triku naar de Jiří Trnka Studio . Daar maakte en regisseerde hij zijn eerste film, Homo (Man) in 1969. Beneš' eerste poppenfilm Pardon, werd gemaakt in 1974. Hij regisseerde meer dan honderd korte films, voornamelijk Stop-motion met poppen, en veel daarvan voor kinderen. Sommige van zijn films gebruikten ook cut-outanimatie.
In de jaren zeventig en tachtig werkte Beneš aan tal van tv-projecten voor de staatszender Československá televize (ČST) in de studios in Praag en Bratislava. In 1976 maakte hij samen met illustrator Vladimír Jiránek een poppenfilm over twee onhandige doe-het-zelvers genaamd Kuťáci. Beneš liet zich inspireren door zijn eigen cartoons over een paar huismeesters, die hij tekende voor een tijdschrift. Deze film kreeg een vervolg als televisieserie onder de naam ... a je to! (... en dat is het!) (1979-1985). In Nederland werd deze serie uitgezonden onder de naam Buurman en Buurman. 
Een andere populaire animatieserie die hij maakte was Jája a Pája met in totaal 21 afleveringen (1986,1987,1995).
In 1990 richtte hij, samen met onder andere Vladimir Jiránek en zijn zoon Marek, aiF Studio op. Hier produceerde en regisseerde hij 14 nieuwe afleveringen over de twee onhandige buurmannen, nu onder de naam Pat a Mat. Tot aan zijn dood bleef hij werken en schrijven aan animatiefilms. Vier jaar na zijn overlijden werd aiF Studio failliet verklaard. Zijn zoon Marek zou echter actief blijven met de animaties rondom Pat a Mat en hier diverse vervolgen aan geven. 

## Erkenning
Zijn films wonnen verschillende prijzen in binnen- en buitenland. De koning en de dwerg, een film over Koning Midas, won verschillende prijzen, waaronder De Zilveren Anjer op het Filmfestival van Sitges, Zilver op het Internationale Filmfestival van Odessa en de Zilveren Mikeldi in Bilbao.